# Poloma
Poloma (in ungherese Polony) è un comune della Slovacchia facente parte del distretto di Sabinov, nella regione di Prešov.